# Whatever You Want (canción)
«Whatever You Want» es una canción de la banda británica de rock Status Quo, incluida como la pista inicial del álbum Whatever You Want de 1979. En septiembre del mismo año y un mes antes de la publicación del disco, se lanzó como su primer sencillo a través de Vertigo Records. Cabe destacar que en el 2003 fue regrabada por la banda para su vigésimo sexto disco, Riffs.
Logró alcanzar la cuarta posición en la lista UK Singles Chart y a principios de octubre se certificó con disco de plata en el Reino Unido, luego de vender más de 200 000 copias.

## Versiones y otros usos
Con el pasar de los años varias bandas han versionado el tema, como por ejemplo Citizen que la utilizó como sample para su canción de hardstyle «1980». Además y en el mismo año, los alemanes Scooter grabaron junto a Status Quo el duelo llamado «Jump That Rock (Whatever You Want)». En 2013 los sudafricanos Mark Haze, Dozi y Gapi la versionaron para su disco Rocking Buddies.
Por otro lado, también se ha usado en diversas campañas publicitarias del Reino Unido, como por ejemplo por la cadena de ventas al por menor Argos. También fue el tema principal de un programa nocturno de televisión, que fue bautizado con el mismo nombre. Por otro lado, en 1990 se letra fue parodiada para la publicidad de la ahora inexistente cadena minorista escocesa, What Everyone Wants. De igual manera, su letra fue cambiada para el comercial de los supermercados australianos, Coles.

## Músicos
- Francis Rossi: voz y guitarra líder
- Rick Parfitt: voz y guitarra rítmica
- Alan Lancaster: bajo
- John Coghlan: batería
- Andy Bown: teclados